# Zakole Samary

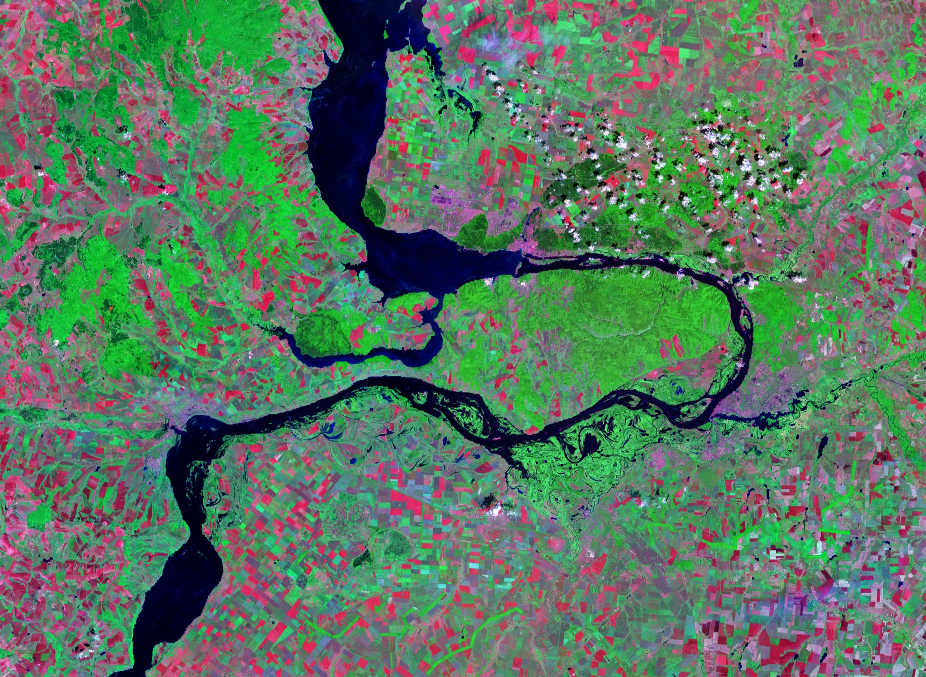
Zdjęcie satelitarne zakola wykonane przez NASA

Zakole Samary lub Łuk Samary (ros. Самарская Лука) – duży odcinek rzeki Wołgi, w miejscu ujścia do niej Samary, silnie wyginający się w kierunku wschodnim. Zakole znajduje się na terenie obwodu samarskiego w Nadwołżańskim Okręgu Federalnym. Jego długość całkowita to ok. 230 km. W najszerszym miejscu zakole ma 30 km, a w najdłuższym 70 km.

## Warunki geograficzne

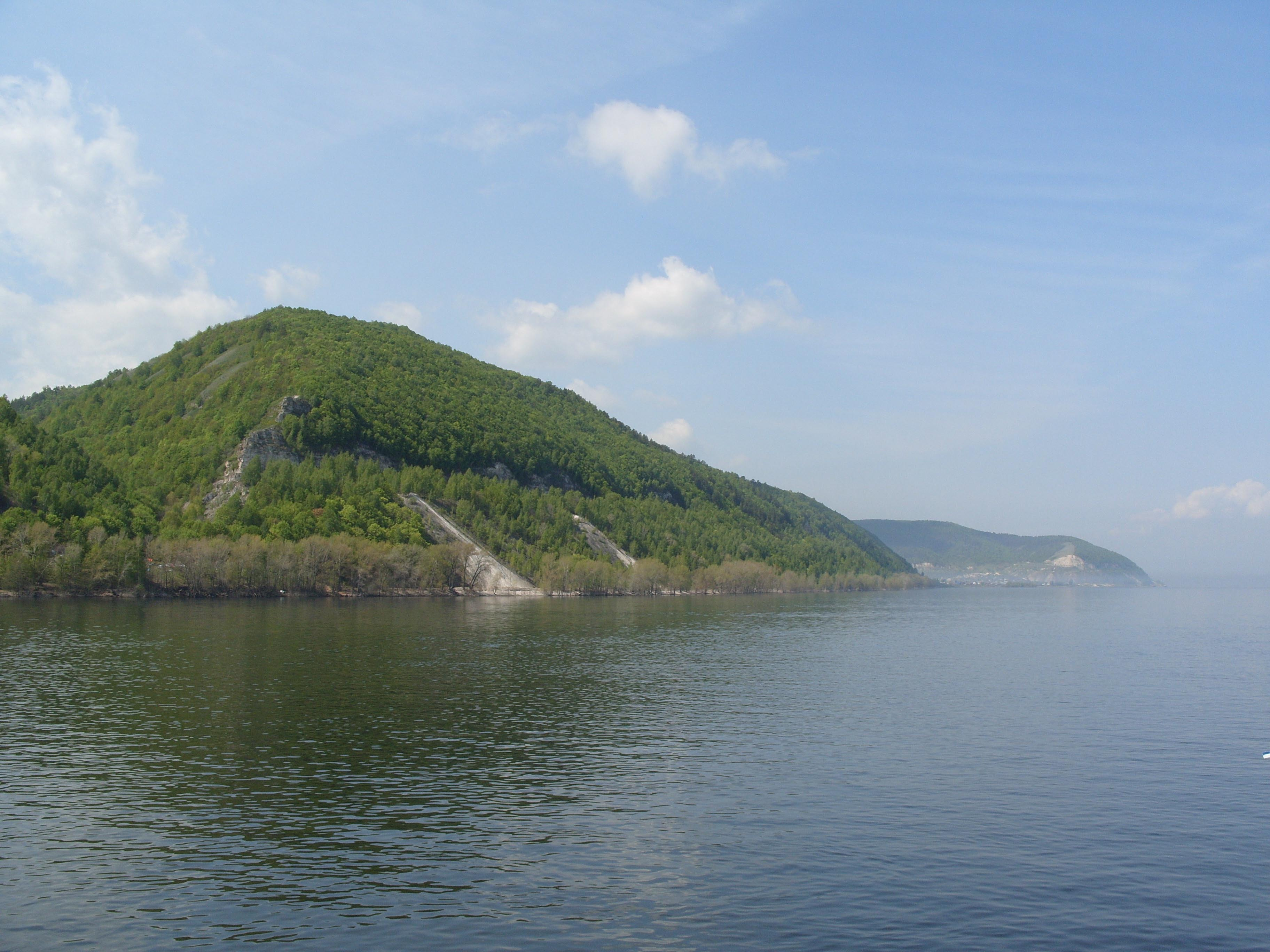
Fragment Łuku Samary

Łuk Samary powstał w wyniku ruchów tektonicznych w środkowym pliocenie. Podstawowymi skałami są tzw. skały węglanowe wytworzone w karbonie i permie. W północnej części zakola znajdują się niewielkie – do 381 m n.p.m. – Góry Zhiguli, które łagodnie opadają w kierunku południowym i południowo-wschodnim. Rejon zakola Samary zasiedla ok. 680 przedstawicieli flory (m.in. sosna, lipa, klon, wiele gatunków endemicznych) i kilkadziesiąt fauny (m.in.: borsuk, lis, kuna, cietrzew i łoś).
W rejonie zakola, znajduje się kilka dużych miast. Na lewym brzegu, za górami, są to ważne ośrodki przemysłowe: Samara i Togliatti. Na prawym, niewielkie: Żygulowsk oraz Oktiabrsk. Na prawym brzegu znajdują się ponadto park narodowy Zakola Samary i rezerwat przyrody (Rezerwat Żygulowski).

## Znaczenie w historii
Łuk Samary wraz z całą doliną rzeki Samary stanowił od czasów najdawniejszych naturalną bramę na odcinku od rzeki Ural. Przez zakole biegł ważny szlak handlowy łączący Europę z Azją Centralną oraz przejście umożliwiające inwazję na zachód. W czasach prehistorycznych rozwijało się na tym obszarze wiele kultur. Pomiędzy ok. 4900 p.n.e. a 1500 p.n.e. były to kultury: kwalińska, samarska, połtawska, potapowska i abaszewska.
Od VI w. tereny opuszczone przez ludy ugrofińskie nad środkową Wołgą zasiedlili Protobułgarzy. Zorganizowali oni silne gospodarczo państwo – Bułgarię nadwołżańską. W tym czasie zakole Samary pozostawało pod ich kontrolą, a sami Bułgarzy szybko bogacili się na handlu. W 1223 Bułgarzy zdołali odeprzeć w bitwie w Zakolu Samary, liczniejsze wojska mongolskie. Ulegając jednak ostatecznie inwazji mongolskiej w 1236 roku. 
Po opanowaniu tych ziem przez państwo moskiewskie, od 1586 zaczęto wznosić umocnienia przeciwko ludom koczowniczym.